# فرودگاه کادوورث
فرودگاه کادوورث (به انگلیسی: Cudworth Airport) یک فرودگاه خصوصی است . این فرودگاه در کشور کانادا قرار دارد و در ارتفاع ۵۷۲ متری از سطح دریا واقع شده‌است.